# Gajarkot
Gajarkot (nep. गजरकोट) – gaun wikas samiti w zachodniej części Nepalu w strefie Gandaki w dystrykcie Tanahu. Według nepalskiego spisu powszechnego z 2001 roku liczył on 1194 gospodarstw domowych i 6433 mieszkańców (3454 kobiet i 2979 mężczyzn).